# 김태종 (축구인)
김태종(한국 한자: 金泰鍾, 1982년 10월 29일 ~ )은 대한민국의 전 축구 선수이며, 포지션은 수비수였다.